# Linea 2 (metropolitana di Pechino)
La linea 2 (in cinese: 北京地铁2号线S, Běijīng dìtiě èrhào xiànP), fino al dicembre 2001 indicata semplicemente come linea circolare (环线S, huánxiànP), è una linea attiva della metropolitana di Pechino. 
La linea è stata inaugurata il 15 gennaio 1971, inizialmente come segmento dell'attuale linea 1, nella tratta tra la stazione di Changchunjie e la stazione ferroviaria di Pechino. Successivamente, il 20 settembre 1984, è stata integrata nella nuova linea 2, dando vita di fatto alla seconda linea di metropolitana a servizio della capitale cinese. La linea è stata definita ufficialmente "linea 2 della metropolitana di Pechino" solamente a partire dal gennaio 2002.
La linea segue un tracciato circolare di forma rettangolare che si snoda per 23,1 km, con un totale di 18 stazioni. È la seconda linea più antica e profonda di Pechino, nonché una delle più utilizzate. La linea 2 è rappresentata nelle mappe dal colore blu.

## Storia
Nel 1970 ebbero inizio i rilievi e la progettazione della seconda fase della metropolitana di Pechino, i cui lavori iniziarono a marzo del 1971. Questa seconda fase partiva dalla stazione ferroviaria di Pechino centrale, proseguendo in direzione nord-est e attraversando Jianguomen, Dongzhimen, Xizhimen e Fuxingmen, fino a collegarsi al percorso della prima frase tra le stazioni di Nanlishilu e Changchunjie.
Al 1977 la struttura principale era stata sostanzialmente completata, ma solo alla fine del 1981 i lavori giunsero a termine. Poiché la seconda fase della metropolitana di Pechino veniva progettata e costruita contemporaneamente, e considerando le difficoltà legate al periodo turbolento della Rivoluzione culturale, i lavori subirono rallentamenti. Il 1° aprile 1983 iniziò la fase di test sulla tratta comprendente le stazioni di Xizhimen, Chegongzhuang, Fuchengmen e Fuxingmen.
Il 20 settembre 1984 la seconda fase della metropolitana di Pechino entrò ufficialmente in servizio, operando lungo il secondo anello ferroviario nella sua sezione occidentale, settentrionale e orientale con un percorso a forma di "ferro di cavallo". La linea copriva il tratto tra le stazioni di Fuxingmen e Jianguomen, con un totale di 12 fermate e una lunghezza di 16,1 km.
Il 28 dicembre 1987 le linee 1 e la linea 2, inizialmente definita "linea circolare della metropolitana di Pechino", iniziarono a operare separatamente. La linea 1 divenne un servizio a sé stante, operando tra le stazioni di Pingguoyuan e Fuxingmen, mentre il tratto originale tra Changchunjie e la stazione di Pechino venne integrato con la seconda fase della metropolitana, collegandosi a Fuxingmen e Jianguomen per formare un anello completo. Da quel momento, la linea assunse ufficialmente il nome di linea circolare, con un totale di 18 stazioni e una lunghezza di 23,03 km. La stazione di Fuxingmen divenne il primo punto di interscambio nella storia della metropolitana di Pechino. Il 29 dicembre 1989, la Commissione nazionale per l'accettazione dei lavori completò ufficialmente la verifica e la consegna della seconda fase della metropolitana.
A partire da gennaio 2002, con la sostituzione della segnaletica nelle stazioni della metropolitana di Pechino, il nome della linea venne aggiornato, passando da "Linea circolare" a "Linea 2", segnando così la nascita ufficiale della linea 2 della metropolitana di Pechino.

## Percorso e stazioni

### Percorso
|  |

| Unknown route-map component "ut3STR+1" | Unknown route-map component "ut3STRq-" | Unknown route-map component "ut3STR+4" |  |

| Urban tunnel straight track | Unknown route-map component "utCONTgq" | Unknown route-map component "utTINTt" + Unknown route-map component "HUBaq" | Unknown route-map component "utCONTfq" + Unknown route-map component "HUB+r" |

|  | Urban tunnel straight track |  | Urban tunnel straight track | Unknown route-map component "uhKBHFaq" + Unknown route-map component "HUBe" | Unknown route-map component "uhCONTfq" |

| Urban tunnel straight track |  | Urban tunnel straight track | Unknown route-map component "BL" |

|  | Urban tunnel straight track |  | Urban tunnel straight track | Unknown route-map component "BLe" + Unknown route-map component "KBHFaq" | Unknown route-map component "CONTfq" |

|  | Urban tunnel straight track |  | Unknown route-map component "utABZgl+l" | Unknown route-map component "utSTReq" | Unknown route-map component "uKDSTeq" |

| Urban tunnel straight track |  | Urban tunnel station on track + Unknown route-map component "HUB2" | Unknown route-map component "HUBc3" |

|  | Urban tunnel straight track | Unknown route-map component "utCONTgq" | Unknown route-map component "utKRZt" + Unknown route-map component "HUBc1" | Unknown route-map component "utBHFq" + Unknown route-map component "HUB4" | Unknown route-map component "utCONTfq" |

| Urban tunnel straight track |  | Urban tunnel station on track + Unknown route-map component "HUB2" | Unknown route-map component "HUBc3" |

|  | Urban tunnel straight track | Unknown route-map component "utCONTgq" | Unknown route-map component "utKRZt" + Unknown route-map component "HUBc1" | Unknown route-map component "utBHFq" + Unknown route-map component "HUB4" | Unknown route-map component "utCONTfq" |

| Urban tunnel straight track |  | Urban tunnel station on track |  |

| Urban tunnel straight track |  | Urban tunnel station on track + Unknown route-map component "HUB2" | Unknown route-map component "HUBc3" |

|  | Urban tunnel straight track | Unknown route-map component "utCONTgq" | Unknown route-map component "utKRZt" + Unknown route-map component "HUBc1" | Unknown route-map component "utBHFq" + Unknown route-map component "HUB4" | Unknown route-map component "utCONTfq" |

| Urban tunnel straight track |  | Urban tunnel station on track + Unknown route-map component "HUBaq" | Unknown route-map component "HUB+r" |

|  | Urban tunnel straight track |  | Urban tunnel straight track | Unknown route-map component "utKBHFaq" + Unknown route-map component "HUB" | Unknown route-map component "utCONTfq" |

|  | Urban tunnel straight track | Unknown route-map component "utCONTgq" | Unknown route-map component "utKRZt" | Unknown route-map component "utKBHFxaq" + Unknown route-map component "HUBe" | Unknown route-map component "utCONTfq" |

| Urban tunnel straight track | Unknown route-map component "uextCONTgq" | Unknown route-map component "utTINTt" | Unknown route-map component "utCONTfq" |

| Urban tunnel straight track |  | Urban tunnel station on track + Unknown route-map component "HUB2" | Unknown route-map component "HUBc3" |

|  | Urban tunnel straight track | Unknown route-map component "utCONTgq" | Unknown route-map component "utKRZt" + Unknown route-map component "HUBc1" | Unknown route-map component "utBHFq" + Unknown route-map component "HUB4" | Unknown route-map component "utCONTfq" |

| Urban tunnel straight track |  | Unknown route-map component "utkABZg2" |  |

|  | Urban tunnel straight track | Unknown route-map component "utCONTgq" | Unknown route-map component "utkSTRc1" + Unknown route-map component "utTINTt" | Unknown route-map component "utkABZq+4" | Unknown route-map component "utCONTfq" |

|  | Urban tunnel straight track |  | Urban tunnel straight track | Unknown route-map component "STR+l" | Unknown route-map component "CONTfq" |

|  | Urban tunnel straight track |  | Urban tunnel straight track | Junction both to and from left | Unknown route-map component "CONTfq" |

| Urban tunnel straight track |  | Unknown route-map component "BLaq" + Urban tunnel station on track | Unknown route-map component "BLeq" + Station on track |

|  | Urban tunnel straight track |  | Urban tunnel straight track | Unknown route-map component "tSTRa" | Express railway |

| Urban tunnel straight track |  | Urban tunnel straight track | Unknown route-map component "tSTR" |

| Urban tunnel straight track |  | Urban tunnel station on track + Unknown route-map component "HUB2" | Unknown route-map component "LSTRe" + Unknown route-map component "HUBc3" |

|  | Urban tunnel straight track | Unknown route-map component "utCONTgq" | Unknown route-map component "utKRZt" + Unknown route-map component "HUBc1" | Unknown route-map component "utBHFq" + Unknown route-map component "HUB4" | Unknown route-map component "utCONTfq" |

| Urban tunnel straight track |  | Urban tunnel station on track + Unknown route-map component "HUB2" | Unknown route-map component "LSTRe" + Unknown route-map component "HUBc3" |

|  | Urban tunnel straight track | Unknown route-map component "utCONTgq" | Unknown route-map component "utKRZt" + Unknown route-map component "HUBc1" | Unknown route-map component "utBHFq" + Unknown route-map component "HUB4" | Unknown route-map component "utCONTfq" |

| Urban tunnel straight track |  | Urban tunnel station on track | Unknown route-map component "LSTR" |

|  | Urban tunnel straight track |  | Urban tunnel station on track + Unknown route-map component "HUB2" | Unknown route-map component "LSTRe" + Unknown route-map component "HUBc3" |  |

|  | Urban tunnel straight track | Unknown route-map component "utCONTgq" | Unknown route-map component "utKRZt" + Unknown route-map component "HUBc1" | Unknown route-map component "utBHFq" + Unknown route-map component "HUB4" | Unknown route-map component "utCONTfq" |

|  | Urban tunnel straight track | Unknown route-map component "utCONTgq" | Unknown route-map component "utKRZt" | Unknown route-map component "mtKRZt" | Unknown route-map component "utCONTfq" |

| Urban tunnel straight track |  | Urban tunnel station on track | Unknown route-map component "tSTR" |

|  | Urban tunnel straight track |  | Urban tunnel straight track | Unknown route-map component "tSTRl" | Unknown route-map component "tCONTfq" |

| Urban tunnel straight track |  | Unknown route-map component "utkABZg2" |  |

|  | Urban tunnel straight track | Unknown route-map component "utCONTgq" | Unknown route-map component "utkSTRc1" + Unknown route-map component "utTINTt" | Unknown route-map component "utkABZq+4" | Unknown route-map component "utCONTfq" |

| Urban tunnel straight track |  | Urban tunnel station on track |  |

| Urban tunnel straight track |  | Urban tunnel station on track + Unknown route-map component "HUB2" | Unknown route-map component "HUBc3" |

|  | Urban tunnel straight track | Unknown route-map component "utCONTgq" | Unknown route-map component "utKRZt" + Unknown route-map component "HUBc1" | Unknown route-map component "utBHFq" + Unknown route-map component "HUB4" | Unknown route-map component "utCONTfq" |

| Unknown route-map component "ut3STR2" | Unknown route-map component "ut-3STRq" | Unknown route-map component "ut3STR3" |  |

|  |

### Stazioni
|                                             | Nome stazione                               | Cinese pinyin                               | Tempo di Percorrenza (ore) | Distanza (km)                              | Interscambi |
| ------------------------------------------- | ------------------------------------------- | ------------------------------------------- | -------------------------- | ------------------------------------------ | ----------- |
| — ↑ Linea circolare direzione Jishuitan ↑ — | — ↑ Linea circolare direzione Jishuitan ↑ — | — ↑ Linea circolare direzione Jishuitan ↑ — | -1,899                     |                                            |             |
| Xizhimen                                    | 西直门 Xīzhímén                             | 0:00                                        | 0,00                       |                                            |             |
| Chegongzhuang                               | 车公庄 Chēgōngzhuāng                        | 0:02                                        | 0,90                       |                                            |             |
| Fuchengmen                                  | 阜成门 Fǔchéngmén                           | 0:04                                        | 1,90                       |                                            |             |
| Fuxingmen                                   | 复兴门 Fùxīngmén                            | 0:07                                        | 3,70                       | (collegamento con stazione di Taipingqiao) |             |
| Changchunjie                                | 长椿街 Chángchūnjiē                         | 0:09                                        | 4,90                       |                                            |             |
| Xuanwumen                                   | 宣武门 Xuānwǔmén                            | 0:11                                        | 5,90                       |                                            |             |
| Hepingmen                                   | 和平门 Hépíngmén                            | 0:13                                        | 6,70                       |                                            |             |
| Qianmen                                     | 前门 Qiánmén                                | 0:15                                        | 7,90                       |                                            |             |
| Chongwenmen                                 | 崇文门 Chóngwénmén                          | 0:17                                        | 9,50                       |                                            |             |
| Pechino Centrale                            | 北京站 Běijīng zhàn                         | 0:21                                        | 10,50                      |                                            |             |
| Jianguomen                                  | 建国门 Jiànguómén                           | 0:23                                        | 11,50                      |                                            |             |
| Chaoyangmen                                 | 朝阳门 Cháoyángmén                          | 0:26                                        | 13,20                      |                                            |             |
| Dongsi Shitiao                              | 东四十条 Dōngsì shítiáo                     | 0:28                                        | 14,30                      |                                            |             |
| Dongzhimen                                  | 东直门 Dōngzhímén                           | 0:30                                        | 15,10                      |                                            |             |
| Yonghegong                                  | 雍和宫 Yōnghégōng                           | 0:34                                        | 17,30                      |                                            |             |
| Andingmen                                   | 安定门 Āndìngmén                            | 0:36                                        | 18,10                      |                                            |             |
| Gulou Dajie                                 | 鼓楼大街 Gǔlóu dàjiē                        | 0:38                                        | 19,30                      |                                            |             |
| Jishuitan                                   | 积水潭 Jīshuǐtān                            | 0:41                                        | 21,10                      |                                            |             |
| — ↓ Linea circolare direzione Xizhimen ↓ —  | — ↓ Linea circolare direzione Xizhimen ↓ —  | — ↓ Linea circolare direzione Xizhimen ↓ —  | 23,00                      |                                            |             |

## Materiale rotabile

### Attualmente in uso
| Modello | Immagine | Produttore                                                             | Anno costruzione | In servizio | Numeri di serie |
| ------- | -------- | ---------------------------------------------------------------------- | ---------------- | ----------- | --------------- |
| DKZ16   |          | CRRC Changchun Railway Vehicles Beijing Subway Rolling Stock Equipment | 2006             | 50          | T401–T450       |

### Dismesso
| Modello | Immagine | Produttore                             | Anno costruzione | Anni in servizio | Quantità | Numeri di serie (prima del 1996) | Numeri di serie (dopo il 1996)                                                                         |
| ------- | -------- | -------------------------------------- | ---------------- | ---------------- | -------- | -------------------------------- | --- |
| DK6     |          | CRRC Changchun Railway Vehicles        | 1979             | 1984–2008        | 4        | 501                              | T1193–T1194                                                                                            |
| DK8     |          | CRRC Changchun Railway Vehicles        | 1982             | 1984–2008        | 52       | 401–413                          | T101–T104, T106–T108, T1093–T1094, T3023, T3024, T304                                                  |
| DK9     |          | CRRC Changchun Railway Vehicles        | 1983             | 1984–2008        | 4        | 502                              | T1191–T1192, T1195–T1196                                                                               |
| DK16    |          | CRRC Changchun Railway Vehicles        | 1987–1989        | 1987–2009        | 115      | 430–441, 4421–4423               | T1091–T1092, T1095–T1096, T110–T118, T120–T122, T124–T127, T1281–T1285, T3021–T3022, T3025–T3026, T303 |
| DK19    |          | CRRC Changchun Railway Vehicles        | 1989             | 1989–2008        | 1        | 4424                             | T1286                                                                                                  |
| DKZ1    |          | CRRC Changchun Railway Vehicles        | 1987             | 1987–1998        | 3        | 701                              | N.A.                                                                                                   |
| BD1     |          | Beijing Subway Rolling Stock Equipment | 1990–1992        | 1994–2008        | 24       | 308–311                          | T129–T132                                                                                              |
| BD11    |          | Beijing Subway Rolling Stock Equipment | 2000             | 2004             | N.A      | T305–T306                        | N.A.                                                                                                   |
| M       |          | Tokyu Car Corporation                  | 1984             | 1984–1995        | N.A      | N.A.                             | N.A.                                                                                                   |